# Actelion
Actelion Pharmaceuticals Ltd. è un'azienda farmaceutica e biotecnologica fondata nel dicembre 1997, con sede a Allschwil, vicino a Basilea, in Svizzera. L'azienda fa parte del segmento di attività Johnson & Johnson Innovative Medicine.
Actelion si concentra sulla produzione di farmaci per il trattamento di malattie rare e orfane. Alcuni dei farmaci prodotti sono stati utilizzati per il trattamento di pazienti con sintomi legati a disturbi del sistema nervoso centrale, irregolarità cardiache, disturbi del sistema immunitario e cancro. Uno degli obbiettivi di Actelion è il trattamento di soggetti affetti da ipertensione arteriosa polmonare (PAH), una patologia cardiaca che riduce l'aspettativa di vita dei pazienti (7-9 anni), anche quando curati.
Gli scienziati di Actelion sono stati tra i primi a lavorare nel campo degli antagonisti del recettore per le endoteline. Actelion è stata inizialmente finanziata con capitale di rischio fornito da un consorzio che comprendeva Atlas Venture, Sofinnova e HealthCap.
Actelion sviluppa e commercializza farmaci in Asia, Europa, Nord America e Sud America. Actelion ha 29 sedi operative sparse in tutto il mondo, tra cui Stati Uniti, Canada, Brasile, Australia, Giappone, Svizzera e diversi paesi dell'UE.[7] La filiale svizzera si trova a Baden, quella tedesca a Friburgo, quella austriaca a Vienna, quella francese a Parigi e quella britannica a Londra.
Nel 2006, l'azienda ha istituito il programma Actelion Endothelin Research Award che sostiene progetti di ricerca clinica selezionati.
Nel gennaio 2017, Johnson & Johnson ha annunciato l'acquisto dell'azienda per 30 miliardi di dollari. Anche l'unità di ricerca e sviluppo di Actelion sarebbe stata scorporata dopo l'acquisizione. La nuova società Idorsia è stata creata a partire dalle ex attività di ricerca di farmaci di Actelion e dalle attività di sviluppo clinico in fase iniziale, ed è stata quotata nel giugno 2017 allo SIX Swiss Exchange.
Nel 2018, Johnson & Johnson ha annunciato che avrebbe interrotto lo sviluppo di uno dei farmaci in fase III acquisiti durante l'acquisto di Actelion.

## Storia
Actelion è stata fondata nel 1997 da Jean-Paul e Martine Clozel, marito e moglie, insieme a tre colleghi, dopoché F. Hoffmann-La Roche aveva tagliato i finanziamenti al programma cardiovascolare di Martine. Fondarono Actelion per lavorare su farmaci per malattie rare e mantennero i diritti di proprietà intellettuale di Roche, inclusa la molecola che portò allo sviluppo del Tracleer, un farmaco per il trattamento dell'ipertensione arteriosa polmonare (PAH) che divenne un affare da un miliardo di dollari.

## Acquisizioni

### Co Therix
CoTherix era un'azienda biofarmaceutica con sede a South San Francisco, in California. Essa si occupava di concedere in licenza, sviluppare e commercializzare prodotti terapeutici per il trattamento di malattie cardiopolmonari e altre malattie croniche. L'azienda, precedentemente nota come Exhale Therapeutics, Inc., era stata fondata nel febbraio 2000 dal dottor Gerard Turino, ex presidente dell'American Thoracic Society, e dal dottor Jerome Cantor, patologo polmonare.
Il prodotto commerciale di CoTherix era il Ventavis (Iloprost), una terapia inalatoria per l'ipertensione arteriosa polmonare (PAH). Nel dicembre 2004 era stato approvato dalla Food and Drug Administration statunitense, due mesi dopo l'offerta pubblica iniziale della società di 5 milioni di azioni ordinarie.

#### Fasudil, Tracleer, Asahi e Actelion
La Asahi aveva sviluppato il fasudil e, nel luglio 2006, aveva stipulato un accordo di licenza e sviluppo con la CoTherix per ottenere l'approvazione delle autorità di controllo e la commercializzazione negli Stati Uniti e in Europa, sulla base dei precedenti risultati ottenuti in questo settore. Nel novembre 2006, la CoTherix e la Actelion hanno firmato un piano di fusione, successivamente annunciato pubblicamente, dopo l'avvio delle trattative nell'agosto dello stesso anno. Nel gennaio 2007, Actelion completò l'acquisizione di tutte le azioni di CoTherix e informò immediatamente Asahi che la ricerca sul fasudil sarebbe stata interrotta. Actelion deteneva i diritti del bosentan (Tracleer). Asahi sosteneva che l'acquisizione di CoTherix da parte di Actelion fosse finalizzata direttamente a rimuovere il fasudil come terapia concorrente, cosa che effettivamente fece. Asahi chiese un risarcimento danni ad CoTherix e Actelion, inizialmente attraverso un arbitrato per violazione del contratto, che fruttò 91 milioni di dollari, poi in un processo con giuria, che portò a un risarcimento di 580 milioni di dollari per danni compensativi e punitivi. Questo caso servì da esempio per dimostrare che gli obblighi contrattuali di un'azienda persistono anche dopo l'acquisizione della stessa.
Il 20 novembre 2006, CoTherix accettò di essere acquistata per 420 milioni di dollari in contanti da Actelion di Basilea, Svizzera. Il 9 gennaio 2007, fu finalizzato l'accordo con Actelion che pagò 13,50 dollari le singole azioni di CoTherix.

## Fatturato
Actelion, con sede in Svizzera, è riuscita a guadagnare il 18,2% in più nel 2016 rispetto al 2015, registrando un utile di 2.417,9 milioni di franchi svizzeri alla fine del 2016. Dopo aver contabilizzato tutti i costi di produzione, come materie prime e salari, l'azienda ha calcolato che il suo margine operativo (rapporto tra utile operativo e vendite nette) è aumentato dello 0,5% sull'esercizio precedente.

## Lo scandalo deikickback
Il Tracleer era il prodotto di punta dell'Actelion, utilizzato per trattare la pressione sanguigna eccessivamente alta che colpisce le arterie nei polmoni e nel cuore. Negli anni 2014 e 2015, primaché Johnson & Johnson acquisisse la società farmaceutica, Actelion era stata accusata di aver aumentato i prezzi del Tracleer. Secondo un sito web noto come Goodrx, sessanta compresse (una fornitura mensile) di questo farmaco erano vendute per una media di 14.500 dollari.
Actelion era riuscita a farlo fornendo illegalmente denaro ai pazienti del programma Medicare in modo che potessero pagare la loro quota di compartecipazione per il farmaco Tracleer. La maggior parte dei pazienti con più di 65 anni era coperta da Medicare, ma dovava comunque pagare una parte dell'importo della prescrizione, nota come quota di compartecipazione. Dato che i pazienti Medicare pagano comunque un certo importo di tasca propria, le aziende farmaceutiche non potevano aumentare i prezzi in modo eccessivo.
Tuttavia, è stato scoperto che molte grandi aziende farmaceutiche, come Pfizer, Lundbeck, United Therapeutics e anche Actelion, fornivano illegalmente del denaro a enti di beneficenza che aiutavano i pazienti a pagare la quota di compartecipazione, al fine di aumentare la domanda dei loro prodotti. Actelion era riuscita a utilizzare l'organizzazione di beneficenza Caring Voice Coalition per inviare denaro solo a coloro che ricevevano prescrizioni di Tracleer. Quando le forze dell'ordine sono riuscite a scoprire le attività illegali di questa organizzazione in relazione a due aziende farmaceutiche (Actelion e United Therapeutics), ad essa è stato vietato di avere qualsiasi rapporto con Medicare.
Ignorando le leggi e i regolamenti stabiliti dal Congresso, per impedire alle aziende farmaceutiche di aumentare la domanda e i prezzi dei loro farmaci, e utilizzando le informazioni ottenute dalla Caring Voice Coalition per sostenere finanziariamente i pazienti che acquistavano solo i suoi farmaci, Actelion è riuscita ad aumentare i prezzi dei suoi farmaci a cifre straordinariamente elevate (quasi il 30% del tasso di inflazione).
Actelion è stata anche complice nell'indirizzare i pazienti alla Caring Voice Coalition. Molti pazienti inconsapevoli che stavano raccogliendo informazioni sulle organizzazioni che potevano coprire le loro esigenze mediche venivano indirizzati alla CVC, illecitamente, alimentando la forte domanda del loro farmaco.
Mentre erano in corso le indagini, Actelion negò che si fosse verificata un'attività criminale o una cattiva condotta. Fu costretta a pagare 360 milioni di dollari come risarcimento al governo degli Stati Uniti per la negligenza relativa alle tangenti ai pazienti Medicare.

## Altri contenziosi
A partire da ottobre 2018, è stata anche coinvolta in due cause legali da parte di acquirenti di farmaci che sostenevano che Actelion stesse impedendo la produzione di una versione generica del Tracleer, in modo tale da rimanere monopolista del mercato.

## Collaborazione con Analytics 4 Life
Analytics 4 Life è una società che utilizza l'intelligenza artificiale per sviluppare soluzioni per le malattie mediche, concentrando i propri sforzi sulla malattia coronarica. Actelion iniziò a collaborare con Analytics 4 Life per utilizzare la tecnologia di imaging per lo studio dell'ipertensione polmonare. Fu avviato uno studio su 500 persone per trovare una soluzione a questa malattia molto diffusa. Queste aziende speravano di poter valutare con precisione la salute cardiaca di un individuo utilizzando la tecnologia di imaging ed evitando così la necessità di un test invasivo. Actelion auspicò che l'utilizzo di questa tecnologia aiutasse a rilevare l'ipertensione polmonare in più persone in età precoce, aumentando così le probabilità di successo del trattamento.

## Medicinali
Attualmente Actelion ha 10 composti in fase di sviluppo, di cui 3 in fase avanzata, e 4 farmaci sul mercato per malattie orfane:
- Tracleer (bosentan): Tracleer è uno dei prodotti più venduti di Actelion e quello che fornisce il maggior profitto all'azienda. Esso è stato il primo trattamento orale approvato per l'ipertensione arteriosa polmonare, una malattia rara, cronica e potenzialmente letale che compromette gravemente le funzioni dei polmoni e del cuore. È un antagonista duale del recettore dell'endotelina.[25]
- Zavesca (miglustat): è attualmente l'unico trattamento orale approvato per i pazienti con malattia di Gaucher di tipo 1 da lieve a moderata, per i quali la terapia enzimatica sostitutiva non è indicata. La malattia di Gaucher di tipo 1 è una malattia metabolica rara e debilitante[26];
- Ventavis (iloprost): il Ventavis è indicato per il trattamento dell'ipertensione arteriosa polmonare (gruppo 1 dell'OMS) in pazienti con sintomi di classe III o IV della NYHA[27];
- Veletri (epoprostenolo iniettabile): è stato approvato dalla Food and Drug Administration (FDA) statunitense per il trattamento endovenoso a lungo termine dell'ipertensione polmonare primaria e dell'ipertensione polmonare associata allo spettro della sclerodermia nei pazienti di classe NYHA III e IV che non rispondono adeguatamente alla terapia convenzionale.[28]

Alcuni altri farmaci prodotti da Actelion per il mercato dell'ipertensione arteriosa polmonare (PAH) includono:
- Opsumit (macitentan): il 16 gennaio 2019 Actelion ha ricevuto l'approvazione della FDA per la produzione di questo farmaco.[29] Opsumit è stato prodotto per il trattamento di pazienti affetti da CTEPH (ipertensione polmonare tromboembolica cronica) al fine di migliorare la loro capacità di fare esercizio fisico e aumentare la loro PVR (resistenza vascolare polmonare).[30] È un farmaco orale per l'antagonista del recettore dell'endotelina (ERA), che è stato utilizzato per rallentare l'avanzamento di varie malattie e della PAH.[30] Actelion ha ricevuto l'approvazione per la produzione di questo farmaco dalla FDA. Opsumit rappresenta per Actelion la seconda fonte di fatturato. Questo prodotto è disponibile in Germania, Svizzera, Canada, Australia e Stati Uniti.[29] Il 15 marzo 2019, Actelion ha riferito che durante la valutazione degli effetti di questo farmaco su pazienti affetti da PAH, ha riscontrato un notevole miglioramento nel ventricolo destro e una riduzione della PVR (resistenza vascolare polmonare).[31]
- Uptravi (Selexipag): Uptravi è stato originariamente sviluppato da Nippon Shinyaku per il trattamento di pazienti affetti da ipertensione arteriosa polmonare.[32] Viene utilizzato per il trattamento di pazienti affetti da PAH con una forma avanzata di limitazione funzionale.[30] Uptravi è un farmaco orale che dovrebbe essere utilizzato insieme a un inibitore della fosfodiesterasi-5, un ERA (antagonista del recettore dell'endotelina) o con entrambi, per massimizzare l'efficacia.[32] La popolarità di Uptravi nel mercato dell'HTAP lo ha reso il terzo farmaco più venduto di Actelion,[32] che il 16 agosto 2016 ha ricevuto l'approvazione dall'autorità svizzera per la produzione e la vendita[32];
- Valchlor (mecloretamina): nel 2013, Actelion ha annunciato che il Valchlor poteva essere acquistato negli Stati Uniti.[33] Il Valchlor è un farmaco approvato dalla FDA che può essere applicato localmente ogni giorno.[33] È un gel che può essere utilizzato per trattare il linfoma cutaneo a cellule T di tipo micosi fungoide IA e IB (tipo di linfoma non Hodgkin). Si tratta di una malattia classificata come orfana, che ha colpito circa 20.000 cittadini statunitensi.[33]

### Pipeline
I farmaci in fase avanzata di sviluppo da parte di Actelion includono:
- il cadazolid per la diarrea associata a Clostridioides difficile;
- il macitentan per l'ipertensione arteriosa polmonare pediatrica e l'ipertensione portopulmonare.

## Figure-chiave
A gennaio 2011, Actelion contava 2.467 dipendenti, di cui 392 nella ricerca, 640 nello sviluppo e 1.017 nelle vendite e nel marketing. Nel 2010, le vendite di Actelion sono state pari a 1.929 milioni di franchi svizzeri.
Le azioni di Actelion sono quotate alla SIX Swiss Exchange (simbolo ATLN) e, dal 2000, alla SWX Swiss Exchange Swiss Leader Index. Nel settembre 2008, le azioni di Actelion hanno iniziato a essere negoziate all'interno del Swiss Market Index.

## Premi e riconoscimenti
Actelion ha ricevuto il Prix Hermès de l'innovation (Premio Hermès per l'innovazione) nell'aprile 2011:  l'Istituto europeo per la strategia creativa e l'innovazione, ideatore del Prix Hermès, è stato fondato nel 2003 in Francia.
Nel 2012, il sito di Actelion è stato premiato per il secondo anno consecutivo come il migliore sito farmaceutico svizzero per prestazioni.